# Denise Brosseau
Denise Brosseau (Sorel, 5 de julio de 1936 - Montreal, 2 de abril de 1986), fue una actriz canadiense-mexicana, conocida también como Denise Brossot, Denise Sorel, Denise Jodorowsky o Denise Jodelle. Protagonizó La Cravate, primera película de Alejandro Jodorowsky.

## Biografía
Nació en Sorel, Quebec, en Canadá en 1936 y desde joven se interesó en la actuación por lo que viajó a París con la periodista Francoise Gaudet-Smet. En Francia conoció al artista Alejandro Jodorowsky, se casaron, y en la década de los 60 viajaron a México. En México, en 1968, conoce al pintor Fernando García Ponce y se casan el 27 de abril de 1972. Denise adquiere la nacionalidad mexicana. En 1976 Fernando y Denise viajan a París donde Denise sufre una crisis psicológica y regresa a casa de sus padres en Canadá. Meses después regresa a México por una temporada y finalmente vuelve a Canadá donde murió trágicamente en 1986.

## Trayectoria
Estudió en la escuela Ecole de Théâtre du Nouveau-Monde en Montreal y en la Escuela de Arte dramático de la calle Blanche en París. Participó en un proyecto de observación social en Marruecos con Francoise Gaudet-Smet. En sus inicios se interesó en hacer una carrera en la mímica. 
Participó en la telenovela 14, rue de Galais, creada por André Giroux, en el papel de Simone Turcotte. La serie se transmitió entre el 23 de febrero de 1954 y el 4 de abril de 1957 en la programación de televisión de Radio-Canada.
A sugerencia del productor Jacques Canetti, adoptó  Denise Sorel como nombre artístico para su participación en el espectáculo La Alhambra-Maurice Chevalier en 1956.

## Filmografía
Destaca su participación como actriz en la película La Cravate (1957) que protagonizó junto con Rolande Polya, Alejandro Jodorowsky y Saul Gilbert. Se trata de un cortometraje de cine mudo, basado en la novela Las cabezas trocadas de Thomas Mann, y fue la primera película dirigida por Alejandro Jodorowsky. Participan también Raymond Devos, Jean-Marie Proslier, Margot Loyola, Michel Orphelin, Jean Claude Sergent, Francois Parrot, Théo Lesoualc'h, Harriet Sohmers, Marcel Drotort, Marthe Mercure, D.R. Balmaceda, Pierre Tassier, Solange Morlaive et María Irene Fornés. Jean Cocteau escribió una introducción de esta película. 

## Obras de teatro
En México, formó parte del elenco de La ópera del orden (1962), primera obra del teatro pánico en México.